# Wangtan (köpinghuvudort i Kina, Zhejiang Sheng, lat 29,79, long 120,67)
Wangtan (kinesiska: 王坛镇, 王坛) är en köpinghuvudort i Kina. Den ligger i provinsen Zhejiang, i den östra delen av landet, omkring 71 kilometer sydost om provinshuvudstaden Hangzhou. Antalet invånare är 20 239. Befolkningen består av 10 888 kvinnor och 9 351 män. Barn under 15 år utgör 14,0 %, vuxna 15-64 år 67 %, och äldre över 65 år 18,0 %.
Runt Wangtan är det tätbefolkat, med 343 invånare per kvadratkilometer. Närmaste större samhälle är Chongren, 20,0 km söder om Wangtan. I omgivningarna runt Wangtan växer i huvudsak blandskog.
Genomsnittlig årsnederbörd är 2 022 millimeter. Den regnigaste månaden är juni, med i genomsnitt 356 mm nederbörd, och den torraste är januari, med 72 mm nederbörd.